# 泰山路站 (青岛市)
泰山路站是青岛地铁2号线与4号线的地铁车站，是一个换乘站，位于中华人民共和国山东省青岛市市北区泰山路与辽宁路交叉口，2号线车站于2019年12月16日开通，4号线车站于2022年12月26日开通。本站曾为2号线南端终点站。

## 车站结构
泰山路站位于泰山路与辽宁路交叉口，其中2号线车站沿泰山路设置，呈东西走向，为地下两层岛式站台车站，车站长234.6米，标准段宽20.7米，车站地下一层为站厅层，地下二层为站台层，站台设置全高站台门，车站东侧设有一条单渡线，西侧设有一条存车线，本站为2号线终点站期间供列车折返使用。4号线车站沿辽宁路设置，呈南北走向，为地下两层暗挖岛式站台车站，车站长235米，车站地下三层为站厅层，地下四层为站台层，站台设置全高站台门。两线采用通道换乘形式，换乘通道连接2号线站厅东侧与4号线站厅北侧。
|                   |  | 2号线往四川路（轮渡）（国际邮轮港） |
| 島式 · 開左邊车门 |  |                                     |
|                   |  | 2号线往李村公园（利津路）           |

|                   |  | 4号线往人民会堂（观象山（市立医院）） |
| 島式 · 開左邊车门 |  |                                       |
|                   |  | 4号线往大河东（昌乐路）               |

## 出入口
泰山路站目前开放6个出入口，其中一个为独立无障碍电梯出入口，其中A、B、D出入口连通2号线站厅，E、F及无障碍电梯出口连通4号线站厅，各出口及周围设施如下所示：
| 编号                | 指示                   | 建议前往的目的地                                     | 图片           |
| 连通 2号线站厅      | 连通 2号线站厅         | 连通 2号线站厅                                       | 连通 2号线站厅 |
| ------------------- | ---------------------- | ---------------------------------------------------- | -------------- |
| A · 出口            | 泰山路(南)             | 青岛妇女儿童医院铁山路院区，青岛市大学生创业孵化中心 |                |
| B · 出口 · （设有） | 泰山路(北)             | 青岛市市北区少年宫                                   |                |
| D · 出口            | 泰山路(南)             | 百脑汇                                               |                |
| 连通 4号线站厅      |                        |                                                      |                |
| E · 出口            | 辽宁路(东)，泰山路(南) | 邻里中心，泰山华府                                   |                |
| F · 出口            | 辽宁路(东)             | 青岛电子信息城，贮水山公园                           |                |
| 出口 · （设有）     | 辽宁路(西)             |                                                      |                |
| 图例： 设有         |                        |                                                      |                |

## 接驳交通

### 公交车
- 泰山路益都路：6路，8路，20路，24路，205路，217路，303路，隧道8路
- 辽宁路桓台路：2路，5路，211路，325路，464路
- 科技街：2路，5路，6路，21路，24路，209路，222路，301路，隧道3路

## 车站历史
本站工程名与正式站名均为泰山路站，以车站所处的泰山路命名。
- 2016年1月17日，2号线车站主体结构封顶[7]。
- 2019年12月16日，车站随2号线一期西段通车开通[1]，为南端终点站。
- 2020年7月30日，4号线车站主体结构封顶[5]。
- 2022年12月26日，4号线通车，车站成为换乘车站[2]。
- 2024年12月18日，2号线西延段开通，车站不再为2号线日常运营终点站[8]。